# Гордость и предубеждение и зомби (фильм)
«Гордость и предубеждение и зомби» (англ. Pride and Prejudice and Zombies) — комедийный боевик с элементами ужасов по одноимённому роману Сета Грэм-Смита 2009 года — пародии на «Гордость и предубеждение» Джейн Остин. Режиссёр и автор сценария — Бёрр Стирс. Главные роли исполнили Лили Джеймс, Сэм Райли, Джек Хьюстон, Белла Хиткот, Дуглас Бут, Мэтт Смит, Чарльз Дэнс и Лина Хиди. Премьера в США состоялась 5 февраля 2016 года.

## Сюжет
Энергичная героиня Элизабет Беннет — мастер боевых искусств и оружия, статный мистер Дарси — жестокий убийца зомби и олицетворение предубежденного высшего общества. Когда зомби-эпидемия усиливается, им приходится переступить через гордость и объединиться на пропитанном кровью поле боя, чтобы победить нежить раз и навсегда.

## В ролях
| Актёр           | Роль                   |
| --------------- | ---------------------- |
| Лили Джеймс     | Элизабет Беннет        |
| Сэм Райли       | мистер Фицуильям Дарси |
| Джек Хьюстон    | мистер Джордж Уикхем   |
| Белла Хиткот    | Джейн Беннет           |
| Дуглас Бут      | мистер Чарльз Бингли   |
| Мэтт Смит       | мистер Уильям Коллинз  |
| Чарльз Дэнс     | мистер Беннет          |
| Лина Хиди       | леди Кэтрин де Бёр     |
| Сьюки Уотерхаус | Кэтрин (Китти) Беннет  |
| Эмма Гринвелл   | Кэролайн Бингли        |
| Долли Уэллс     | миссис Физерстоун      |
| Том Лоркан      | лейтенант Денни        |
| Элли Бамбер     | Лидия Беннет           |
| Милли Брейди    | Мэри Беннет            |
| Салли Филлипс   | миссис Беннет          |
| Джесс Радомска  | Аннабель Нетерфилд     |

## Создание
О проекте впервые было объявлено 10 декабря 2009 года, тогда стало известно, что Натали Портман сыграет роль Элизабет Беннет и спродюсирует фильм, а Lionsgate профинансирует и будет заниматься распространением фильма. 14 декабря 2009 года Дэвид О. Расселл был объявлен в качестве сценариста и режиссёра фильма. 5 октября 2010 года Расселл покинул производство фильма. Рассел позже рассказал в интервью, что у него случились разногласия с Lionsgate по поводу бюджета: он рассчитывал на сумму в 40-50 миллионов долларов, но студия соглашалась выделить ему лишь 25-28 миллионов. 6 октября 2010 года Портман отказалась от роли Элизабет Беннет, но осталась продюсером фильма. После ухода Расселла, Lionsgate предложила пост режиссёра Майку Ньюэллу, Нилу Маршаллу, Мэтту Ривзу, Дэвиду Слэйду, Майку Уайту, Джеффри Блицу, Джонатану Демми и Филу Лорду с Крисом Миллером. 15 ноября 2010 года был нанят Майк Уайт. 19 января 2011 было объявлено, что Уайт покинул фильм из-за конфликта в съёмочных графиках.
В феврале 2011 года Крэйг Гиллеспи занял пост режиссёра. В мае 2011 года сценаристка Марти Ноксон была нанята переписать сценарий Расселла. 27 октября 2011 года было объявлено, что Гиллеспи покинул фильм. Затем проект застопорился до марта 2013 года, когда Panorama Media присоединилась к производству фильма. В мае 2013 года было объявлено, что Бёрр Стирс взял на себя обязанности режиссёра. Также Стирс переписал сценарий.

### Съёмки
Съёмки начались 24 сентября 2014 года. 4 ноября 2014 года актёры были замечены на съёмках в Хэтфилд-хаусе, Хартфордшир. Позже в ноябре съёмки проходили в Бэзинг-хаусе, Олд Бейсинг. 13 ноября съёмки переместились в Френшем, Суррей, где они проходили до 21 ноября.